# LaVerne Jones-Ferrette
Pour les articles homonymes, voir Laverne.
LaVerne Jones-Ferrette (née le 16 septembre 1981 à Sainte-Croix) est une athlète des Îles Vierges américaines spécialiste du 100 et du 200 mètres. 

## Carrière

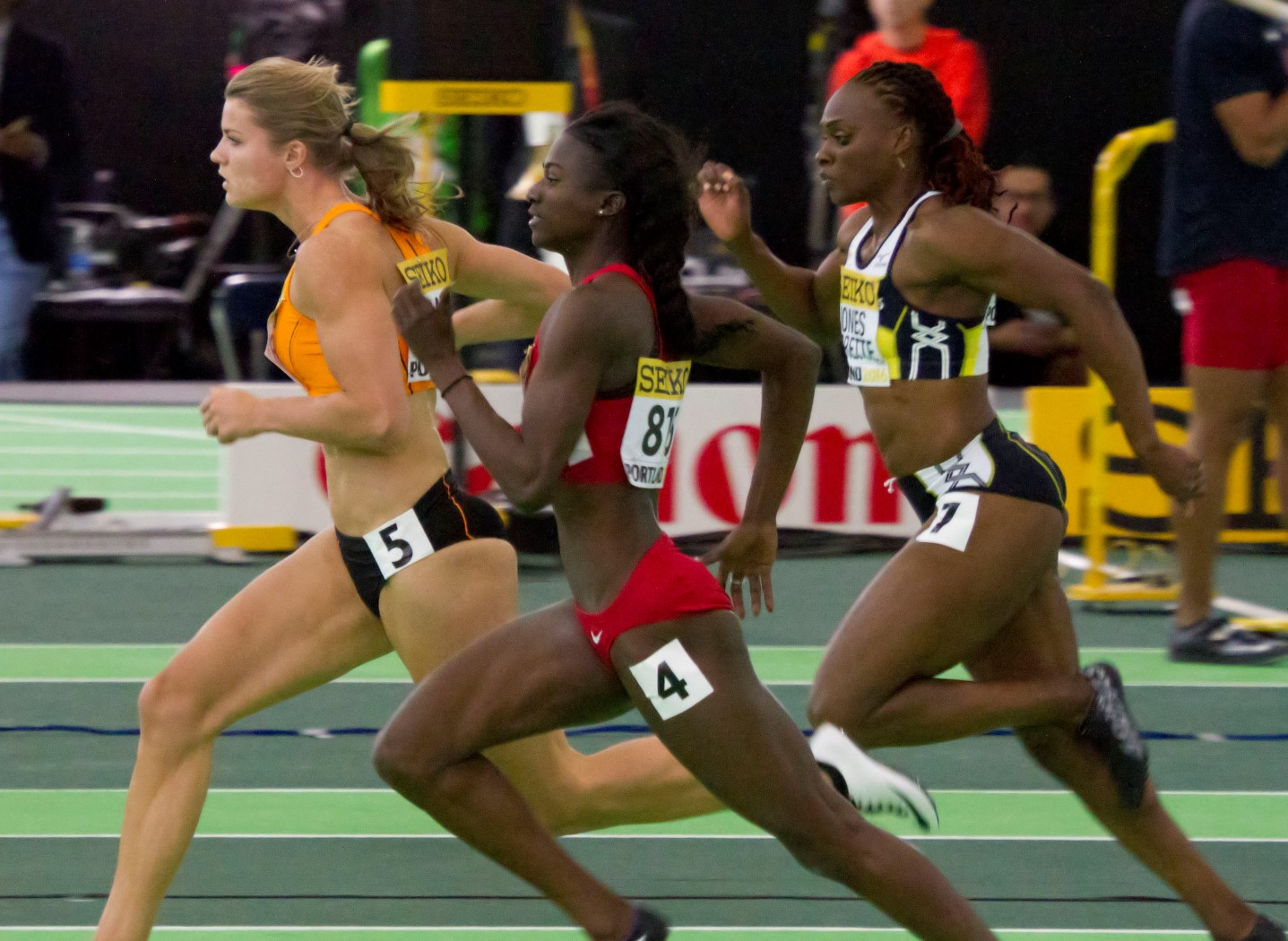
LaVerne Jones-Ferrette (droite) lors des Championnats du monde de Portland, en 2016

LaVerne Jones-Ferrette fait partie de la délégation des Îles Vierges américaines lors des Jeux olympiques de 2008. Alignée sur 100 mètres, elle remporte sa série de premier tour en 11 s 41 mais quitte la compétition dès le tour suivante en ne prenant que la cinquième place des quarts de finale en 11 s 55.
Elle se distingue lors du Meeting de Belém 2009 en améliorant deux records nationaux en l'espace d'une heure, 11 s 18 sur 100 mètres puis 22 s 49 sur 200 mètres. Quelques jours plus tard, LaVerne Jones-Ferrette améliore ces performances durant le Meeting d'Hengelo en signant successivement 11 s 13 sur 100 m et 22 s 46 sur 200 m. Alignée sur 200 m lors des Championnats du monde de Berlin, elle termine troisième de sa demi-finale en 22 s 74 et termine premier temps des non-qualifiées. Elle participe en fin de saison à la finale mondiale de Thessalonique où elle se classe 7e du 100 m en 11 s 25 et 7e du 200 m en 22 s 90. 
En février 2010, à l'occasion du meeting en salle de Stuttgart, LaVerne Jones-Ferrette signe la meilleure performance de l'année sur 60 m plat avec le temps de 6 s 97. Échouant à cinq centièmes de seconde du record du monde de la Russe Irina Privalova, elle devient la première athlète féminine à descendre sous la barrière des 7 secondes depuis la saison 1999,. Figurant parmi les favorites des Championnats du monde en salle de à Doha, elle emporte successivement sa série (7 s 14) et sa demi-finale (7 s 05), signant les meilleurs chronos des engagées. Elle termine finalement deuxième de la finale derrière la Jamaïcaine Veronica Campbell-Brown qui signe son record personnel en 7 s 00 alors que LaVerne termine son 60 m en 7 s 03.
LaVerne Jones est suspendue six mois par l'IAAF, d'avril à septembre 2010, après avoir fait l'objet d'un contrôle antidopage positif au clomiphène, le 16 février 2010. Elle est déchue de sa médaille d'argent remportée lors des Championnats du monde en salle 2010. On appris plus tard que la clomiphène ingéré par Laverne avait été prise à son insu, faisant partie d'un médicament augmentant la fertilité. Elle était d'ailleurs enceinte, durant sa suspension pour dopage.
En février 2012, lors la première édition du meeting Femina du Val d'Oise à Eaubonne, Laverne Jones-Ferrette réalise la deuxième performance mondiale de l'hiver sur 60 m avec un chrono de 7 s 05. Seule l'Américaine Tianna Madison a fait mieux (7 s 02).

## Palmarès
| Date | Compétition                              | Lieu           | Résultat | Épreuve   | Temps   |
| ---- | ---------------------------------------- | -------------- | -------- | --------- | ------- |
| 2003 | Champ. d'Am. cent. et des Caraïbes       | Saint-Georges  | 8e       | 100 m     | 11 s 63 |
| 2003 | Champ. d'Am. cent. et des Caraïbes       | Saint-Georges  | 6e       | 4 × 100 m | 45 s 85 |
| 2004 | Jeux olympiques                          | Athènes        | QF       | 100 m     | 11 s 44 |
| 2004 | Jeux olympiques                          | Athènes        | QF       | 200 m     | 23 s 09 |
| 2005 | Universiade                              | Izmir          | 7e       | 200 m     | 24 s 00 |
| 2005 | Champ. d'Am. cent. et des Caraïbes       | Nassau         | 4e       | 100 m     | 11 s 45 |
| 2005 | Champ. d'Am. cent. et des Caraïbes       | Nassau         | 6e       | 200 m     | 23 s 15 |
| 2005 | Championnats du monde                    | Helsinki       | QF       | 100 m     | 11 s 51 |
| 2005 | Championnats du monde                    | Helsinki       | SF       | 200 m     | 23 s 62 |
| 2006 | Championnats du monde en salle           | Moscou         | SF       | 60 m      | 7 s 27  |
| 2006 | Jeux d'Amérique centrale et des Caraïbes | Carthagène     | 2e       | 100 m     | 11 s 50 |
| 2006 | Jeux d'Amérique centrale et des Caraïbes | Carthagène     | 4e       | 200 m     | 23 s 33 |
| 2007 | Jeux panaméricains                       | Rio de Janeiro | 7e       | 100 m     | 11 s 49 |
| 2007 | Jeux panaméricains                       | Rio de Janeiro | 7e       | 400 m     | 52 s 97 |
| 2007 | Championnats du monde                    | Osaka          | SF       | 200 m     | 23 s 34 |
| 2008 | Championnats du monde en salle           | Valence        | SF       | 60 m      | 7 s 24  |
| 2008 | Jeux olympiques                          | Pékin          | QF       | 100 m     | 11 s 55 |
| 2008 | Jeux olympiques                          | Pékin          | QF       | 200 m     | 23 s 37 |
| 2009 | Championnats du monde                    | Berlin         | SF       | 200 m     | 22 s 74 |
| 2009 | Finale mondiale                          | Thessalonique  | 7e       | 100 m     | 11 s 25 |
| 2009 | Finale mondiale                          | Thessalonique  | 7e       | 200 m     | 22 s 90 |
| 2010 | Championnats du monde en salle           | Doha           | finale   | 60 m      | DQ      |
| 2011 | Jeux panaméricains                       | Guadalajara    | 8e       | 100 m     | 11 s 60 |
| 2012 | Championnats du monde en salle           | Istanbul       | SF       | 60 m      | DQ      |
| 2012 | Jeux olympiques                          | Londres        | SF       | 100 m     | 11 s 22 |
| 2012 | Jeux olympiques                          | Londres        | SF       | 200 m     | 22 s 62 |
| 2014 | Championnats du monde en salle           | Sopot          | S        | 60 m      | 7 s 39  |
| 2014 | Jeux d'Amérique centrale et des Caraïbes | Veracruz       | 3e       | 100 m     | 11 s 54 |
| 2015 | Championnats NACAC                       | San José       | 7e       | 100 m     | 11 s 53 |
| 2015 | Championnats NACAC                       | San José       | 8e       | 200 m     | 23 s 51 |
| 2015 | Championnats du monde                    | Pékin          | S        | 200 m     | 23 s 83 |
| 2016 | Championnats du monde en salle           | Portland       | SF       | 60 m      | 7 s 33  |
| 2016 | Jeux olympiques                          | Rio de Janeiro | S        | 200 m     | 23 s 35 |
| 2018 | Jeux d'Amérique centrale et des Caraïbes | Barranquilla   | 8e       | 200 m     | 24 s 29 |

## Records
| Épreuve | Performance | Lieu      | Date           |
| ------- | ----------- | --------- | -------------- |
| 60 m    | 6 s 97      | Stuttgart | 6 février 2010 |
| 100 m   | 11 s 07     | Londres   | 3 août 2012    |
| 200 m   | 22 s 46     | Hengelo   | 1er juin 2009  |

## Référence
1. ↑  (en) Belém spectacular produces five world season leads – IAAF World Athletics Tour, iaaf.org, 25 mai 2009
2. ↑  (en) Focus on athelte : Laverne Jones-Ferrette, iaaf.org, 25 juillet 2009
3. ↑  (en) Résultats des Championnats du monde 2009, iaaf.org, 20 août 2009
4. ↑  (en) Meilleures performances mondiales de l'année 2010, iaaf.org, consulté le 8 septembre 2010
5. ↑  (fr) Réunion de Stuttgart : Jones-Ferrette et Defar assurent, Marathons.fr, 7 février 2010
6. ↑  (en) Jones-Ferrette shocks with 6.97 dash in Stuttgart, iaaf.org, 7 février 2010
7. ↑  (en) Résultats des Championnats du monde en salle 2010, iaaf.org, 14 mars 2010
8. ↑  (en) « Laverne Jones-Ferrette stripped of world indoor medal after positive test », Athletics Weekly, 16 décembre 2010
9. ↑  [PDF]IAAF Newsletter, « Doha 2010 World Indoor Champs, women’s 60 metres – medals redistributed », www.iaaf.org (consulté le 25 janvier 2011)
10. ↑  réservé aux femmes